# Kazuyoshi Saito LIVE TOUR 2018 Toys Blood Music Live at 山梨コラニー文化ホール2018.06.02
『Kazuyoshi Saito LIVE TOUR 2018 Toys Blood Music Live at 山梨コラニー文化ホール2018.06.02』（かずよしさいとうライブ・ツアー2018トイズ・ブラッド・ミュージック・ライブ・アット・やまなしコラニーぶんかホール）は斉藤和義10枚目のライブ・アルバム。2018年11月28日発売。発売元はSPEEDSTAR RECORDS。規格品番：VICL-65300/1。

## 解説
2018年6月2日、山梨コラニー文化ホールで開催された最新アルバム「Toys Blood Music」を携えたライブツアー「Kazuyoshi Saito LIVE TOUR 2018 Toys Blood Music」公演の模様を録音したライブ・アルバム（CD2枚・29曲）。初回プレスのみ豪華三方背ケース・デジパック仕様。
同日、本作の映像作品がBlu-ray・DVDで発売された。

## 収録曲
全曲　作詞・作曲・編曲：斉藤和義
Disc.1
1. Toys Blood Musicのテーマ（1:45）
2. マディウォーター（4:11）
3. 砂漠に赤い花（3:35）
4. I'm a Dreamer（4:09）
5. 青空ばかり（2:46）
6. エビバディ（4:58）
7. 純愛（5:10）
8. déjà vu（6:17）
9. 始まりのサンセット（5:06）
10. Good Night Story（4:07）
11. 世界中の海の水（5:34）
12. 黒塗りのセダン（4:17）
13. 12時55分（3:43）
14. 行き先は未来（7:20）
15. Good Luck Baby（3:43）
16. メドレー（問題ない・ダンシング・ヒーロー (Eat You Up)・ 問題ない）（6:56）

Disc.2
1. オモチャの国（4:46）
2. いたいけな秋（11:05）
3. 僕の踵はなかなか減らない（7:01）
4. I Love Me（4:16）
5. 虹（6:22）
6. 月光（5:16）
7. WONDERFUL FISH 【ENCORE】（5:05）
8. 歩いて帰ろう 【ENCORE】（4:28）
9. ずっと好きだった 【ENCORE】（8:01）
10. ねぇ、運転手さん（Live at 広島文化学園HBGホール）【Bonus Track】（5:54）
11. 真っ赤な海（Live at 香川レクザムホール）【Bonus Track】（6:18）
12. グッドモーニング サニーデイ（Live at 香川レクザムホール）【Bonus Track】（7:39）
13. 空に星が綺麗（Live at 香川レクザムホール）【Bonus Track】（2:41）